# Arnold Zweig
Arnold Zweig (10. listopadu 1887, Hlohov, Německé císařství – 26. listopadu 1968, Východní Berlín) byl německý prozaik a dramatik, člen Světové rady míru, nositel Národní ceny NDR a prezident Německé akademie umění v Berlíně. V letech 1949–1967 byl poslancem Sněmovny lidu NDR.

## Biografie
Vystudoval filozofii, psychologii, germanistiku, jazyky a dějiny umění. Za 1. světové války se zúčastnil bojů na frontě a zážitky z tohoto období jej velmi ovlivnily. Dalším významným zlomem v jeho životě byl nástup Hitlera k moci (1933), a s tím spojené pronásledování Židů (Zweig byl Žid). Proto byl donucen k emigraci do Palestiny, odkud se v roce 1948 vrátil do východního Berlína.

Působil ve Vratislavi, Mnichově, Berlíně, Rostocku, Göttingenu.

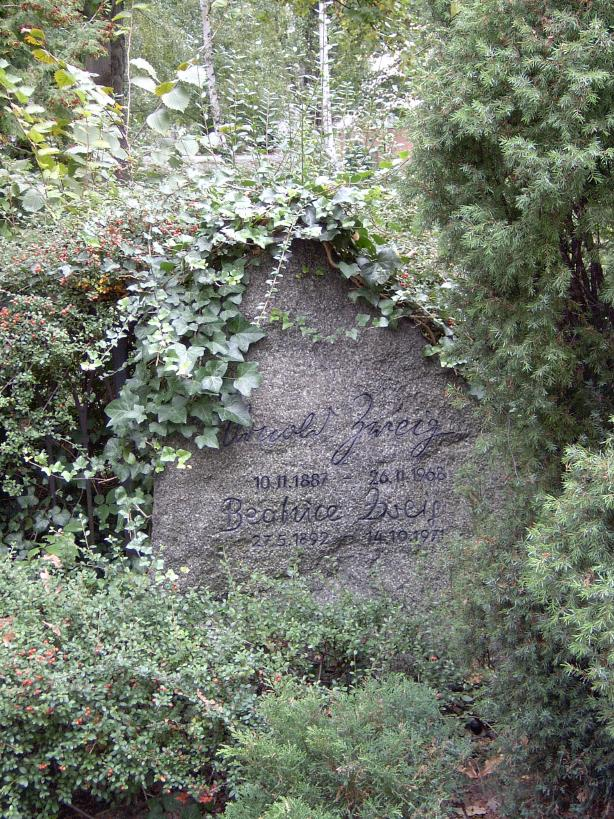
Hrob Arnolda Zweiga

## Dílo
- Velká válka bílých mužů – toto dílo napsal pod vlivem svých válečných zážitků. Jedná se o osmidílný cyklus sedmi na sebe nenavazujících protiválečných románů a jedné hry přepsané na román. Napsáno mezi léty 1927–1957.
  - Spor o seržanta Gríšu[6] – jedná se o přepracování hry nazvané Hra o seržanta Gríšu. Tato hra z roku 1921 pojednává o popravě ruského zajatce. Při psaní této hry pravděpodobně vznikl záměr napsat cyklus Velká válka bílých mužů.
  - Dozrál čas
  - Mladá žena z roku 1914 – Kniha pojednává o lásce Lenory (dcery bohatého obchodníka) a mladého spisovatele Bertina. Bertin odchází na frontu a rodina brání Lenoře ve stycích s ním. Když Bertin přijede na dovolenou, tajně se vezmou. Zweig zde popisuje poslední čtyři dny jejich loučení. Nejedná se o popis války. Zde se objevuje hlavní motiv celého cyklu, kterým je změna smýšlení jedince k protiválečnému postoji. Postava Bertina vykazuje některé autobiografické rysy.
  - Výchova před Verdunem
  - Přestávka v boji
  - Nastolení krále
  - Ledy se lámou
  - Čas je zralý
  - Sekyra z Wandsbeku
- Novely okolo Claudie – kniha povídek

### Drama
- Brutální vražda v Uhrách – divadelní hra